# The Blinded Heart
The Blinded Heart è un cortometraggio muto del 1914 diretto da Arthur V. Johnson che ne è anche interprete accanto a Lottie Briscoe e a Florence Hackett.

## Produzione
Il film fu prodotto dalla Lubin Manufacturing Company.

## Distribuzione
Distribuito dalla General Film Company, il film - un cortometraggio in una bobina - uscì nelle sale cinematografiche degli Stati Uniti il 24 gennaio 1914.